# Athletic Club Guayaquil
El Athletic Club Guayaquil es un club de baloncesto ecuatoriano de la ciudad de Guayaquil. Fue fundado en 1922. Se fundó con el nombre de Mercantil, para luego tomar el nombre de “Athletic Club”, con el cual vive hasta hoy y donde actualmente tiene su Coliseo, Sede social y Complejo Deportivo en Fertisa, al sur de Guayaquil. Si bien sus actividades iniciales están relacionadas con el fútbol, judo, regatas y otros deportes, sin duda el baloncesto sería uno de sus deportes más laureados del club. En este deporte fue campeón por 13 años consecutivos a nivel de provincia y tricampeón nacional, su clase la paseó también internacionalmente en Argentina, Perú, Panamá y Costa Rica.
Actualmente es considerado uno de los equipos más tradicionales e históricos en el baloncesto del Ecuador, a pesar de no competir en Primera de la Liga Ecuatoriana de Baloncesto desde 1999.

## Historia
Nació un primero de mayo de 1922 y después de más de 90 años sigue tan campante aunque a veces la ingratitud le quiso pasar factura; su partida de nacimiento fue con el nombre de “Mercantil”, para luego tomar el nombre de “Athletic Club”, con el cual vive hasta hoy.
Su primer Presidente, el señor Manuel Vítores Polanco, como los señores Ramón Azua, Pedro Argudo, Augusto San Miguel, Luis Chauvin, Londres Jervis, Benjamín Castro, Héctor Santana, Manuel Cabrera, Rafael Viteri, Francisco Rodríguez, Miguel Larrea, Víctor Morales, Felipe Aguirre, Gilberto Vargas, dieron fuerza a su Club y en el campo deportivo lograron su primer campeonato de fútbol en la Liga Vicente Rocafuerte.
Ligados por nexos estudiantiles, hechos en las bancas del Colegio “Mercantil”, luego se cobijaron bajo el nombre de “Excélsior”, en homenaje al Diario que editaba el Dr. Teodoro Alvarado O., para finalmente, con los ímpetus juveniles de la época, acoger el nombre de Athletic Club.
Para 1927, ya teníamos al Athletic Club en la Federación Deportiva del Guayas, ingresando sus equipos a la Primera Categoría “Serie B”. Fue en 1932 cuando el aguerrido Athletic Club, sorprende a los más calificados rivales de la Primera Categoría, luego de venir de obtener el Vicecampeonato en 1931 y se logró el título de Campeón de la Primera Categoría de la Federación Deportiva del Guayas.
La práctica del baloncesto adquiere desarrollo en las filas de las “Cebras” y su nombre va llenándose de prestigio y resonancia, convirtiéndose en “Invencibles”.  Adviene la etapa de gloria.  Había equipos formidables en el básquetbol guayaquileño como: Ferroviarios, Emelec, Liga Deportiva Estudiantil, Everest, Oriente, quienes tuvieron que ceder posiciones ante la calidad y alta técnica demostrada por ese quinteto de, Justo Morán, “Cuto”, Alfonso Quiñónez Bonito “don Quiño”, Alfredo Arroyabe “El Flaco”, Fortunato Muñoz “El Cholo” y Raúl Guerrero Rivas, “El Nene”, que secundados por Alfredo Escobar Urbina, Jacobo Bucaram E., Atilio Ansaldo, Gabriel Peña Menéndez “El Loco”, Henríquez, escribirían las mejores páginas del baloncesto guayaquileño de 1.942 a 1.952, y se constituyen en los mejores del Ecuador.
La historia se encarga de recoger capítulos de esa gloria. En julio de 1949 fue su consagración en San José de Costa Rica, con gira invicta.  Debutan ganando a Gimnástica Española 54-41; Luego al Seminario 72-62; sigue la Universidad Central de San José a cuyo equipo ganó por 65-54, obteniendo el Trofeo “Presidente de la República” que lo recibe el capitán Cuto Morán de manos del Sr. Presidente de la República de Costa Rica don José Figueres.
Luego vencen al Orión 65-50 y culmina con la revancha que concede al Seminario derrotándolo por 56-40.  El máximo encestador Fortunato Muñoz, que deslumbra en la cancha con sus arabescos y quiebres; “El Flaco” Arroyabe con su técnica depurada; el “Nene” Guerrero con su tiro de media distancia y a ellos se agregan Víctor Andrade, Samuel Cisneros, Álvaro y Gonzalo Aparicio, Pablo Sandiford, Jacobo Bucaram E., que dejaron satisfechas a la afición “ tica”.
Siguen añadiendo pergaminos y son campeones del 48 y campeones del Relámpago de 1.949; vence a Bilis del Perú por 47-32; hacen sucumbir al formidable Lord Chesterfield de Panamá, campeones centroamericanos y del Caribe por 58-55; siguen en racha de triunfos y se pasean en Lima, siendo elogiados por su juego técnico y efectivo; vuelven a Costa Rica, Panamá y Colombia en larga hilera de una sola cadena de triunfos donde ya se hace sentir la presencia del formidable y “eterno” Pablo Sandiford Amador.  Sus principales figuras son las estrellas del baloncesto ecuatoriano, que triunfan sobre Perú y Argentina en Río de Janeiro en 1947 y se ubican como grandes en el Mundial de 1950 en Buenos Aires; alcanzan el título de Vicecampeones en los Bolivarianos de 1951.
El Cholo Muñoz surgió en la primera categoría en 1942, en Athletic. En 1947, 1948 y 1949 jugó en el histórico equipo de Athletic Club, campeón de esas temporadas, con Justo “Cuto” Morán, Alfredo Arroyave, Raúl Guerrero, Alfredo Escobar Urbina, Jacobo Bucaram, Alfredo Dávalos, Efraín Henríquez, Alfonso Rugel y Vicente Caicedo.  
El aporte de nuevos dirigentes se hace presente en la entidad y allí surge Assad Bucaram, que se inicia como deportista.  Jugaba en los equipos de Segunda Categoría de Fútbol.  Jorge García Cornejo, Suraty, Belisario Barrezueta, José M. Herrera, Jorge Avilés Tabares, Carlos F. Molina, quienes inyectan acción fecunda y profundo amor a los colores.
En una segunda etapa que se cataloga como la más brillante en la historia deportiva de Athletic Club, entran a dirigirlo intensamente Assad Bucaram E., Dr. Rosendo Parra, Jorge García Cornejo, Alfredo Escobar Urbina, Benigno Pita, que conjuntamente ven perfilando a sus mejores valores en el deporte.
Pero Athletic no queda ahí, es campeón de 1952, y a diferencia de otras entidades, en sus filas se han formado y se han hecho los mejores valores del baloncesto guayaquileño y nacional, sus equipos han sido verdaderas escuelas de técnica y han figurado siempre en el personal del primer orden del baloncesto guayaquileño.
Desfilaron luego, Gregorio Loor, Morlás, “Chiquiton” Holguín, Santiago Oleas, Mario Schippa, Luis Navarro, Vernaza, Mayo, Eduardo Alcívar, Nicolás Lapentti, una figura de elevada técnica y de enorme efectividad que se erige en el mejor encestador sudamericano en 1971; Tostiges, Vargas, Craword, verdadera constelación.
Pero esa tarea fue producto de la capacidad deportiva de hombres como Jacobo Bucaram E., Benigno Pita, Alfredo Escobar Urbina, Jaime Roldós Aguilera, Luis Navarro T., Eduardo Alcívar A., Nicolás Lapentti Carrión, Mario Schippa, Jaime Echeverría Lara, Oscar Idrovo, que unidos con cientos de socios que aman y quieren al Club, lo hacen grande y lo mantienen.
Culminan así sus cincuenta años en 1972, recibiendo las más altas Condecoraciones al Mérito Deportivo del Guayas de la Federación Deportiva del Guayas, de la Federación Deportiva Nacional del Ecuador, Círculo de Periodistas Deportivos del Ecuador, Cocktail Deportivo.  Sus equipos de básquetbol en diferentes épocas merecen el honor de figurar en la Galería de la Fama en el Salón de Honor de la Federación Deportiva del Guayas.  Loor al Athletic Club, entidad por mil títulos gloriosa, por mil títulos invencibles.
También se unen a su gloria los triunfos de Jacinta Sandiford A.,  Alejandro Arroyo, de los hermanos Jacobo y Abdalá Bucaram en atletismo; de Moisés Romo en ciclismo; sobresalientes actuaciones de sus equipos de natación que se agrupan bajo la técnica de los Profesores Roberto Frydson y Agustín Fuentes, formando a la campeona Sudamericana Lolita Fuentes, en su honor se construyó la Piscina que llevó su nombre. Ajedrez y tenis de mesa, ramas que perfilan a nuevos campeones del equipo de los “cebras”. Ab. Jaime Estévez, valioso Maestro y directivo de Athletic Club, logró formar a jóvenes como la Lcda. María Cangá, Campeona a nivel internacional y casi 12 años campeona con Athletic Club de judo en el Guayas.
“ARCAS”, Arístides Castro, hincha cebra,  bien decía “recordar es vivir”. Pluma privilegiada y con amor al deporte. Su señor Padre don Benjamín Castro, fue uno de los extraordinarios expresidentes del legendario y eterno Athletic Club.
Por sus hazañas deportivas para el ejemplo de Guayaquil y Ecuador se logró la primera donación de sus terrenos según nos recuerda el ACUERDO ? 212; firmado por los Sres. Ministro de Gobierno y Municipalidades y el Subsecretario de Gobierno de la República del Ecuador, el día 14 de julio de 1970,  basándose en la resolución de la Sesión del Muy Ilustre Concejo de Guayaquil, que resuelve donar los terrenos en el Barrio de Fertisa, El Guasmo, donde deben estar los Complejos Deportivos del Glorioso ATHLETIC CLUB.
El Ab. Jaime Roldós Aguilera, Presidente del Athletic Club en el año 1968, brinda un homenaje al socio, capitán y presidente del Club cebra, Dr. Eduardo Alcívar Andretta acompañaron, Alfredo Escobar Urbina, Enrique Zeballos Mata, “Caballito”, Freddy Lapentti Acuña, Ing. Òscar Idrovo Jaime Echeverría Lara, Alejandro Escobar Urbina, Mario Schippa A., Luis Navarro Terán, Eduardo Vázquez, Gustavo Villacis, Benigno Pita, Leonardo Escobar Bravo, Guillermo Guerrero Roca, Jacobo Bucaram Ortiz, Jurgen Ruperty, Ab. Antonio Andretta.
Athletic Club, resolvió en sesión de Directorio del 27 de abril de 1988, dar un pergamino de reconocimiento y hacer Socios Honorarios a los Sres. Ing. Jaime Muñoz Campuzano, Prof. Carlos Falquez Batallas, Ing. Aníbal Nieto Vázquez y Dr. Vinicio García Landázuri, quienes ocuparon el cargo de Director Nacional de Deportes, y que dieron todo el apoyo moral, económico desde DINADER, para construir el Complejo Deportivo “JACOBO BUCARAM E.” del Athletic Club, en Fertisa-El Guasmo. Por pedido expreso del socio Alfredo Escobar Urbina, Presidente Vitalicio de Athletic Club, se les otorgó también a los Sres. Juvenal Sáenz Gil, Enrique Grau, Jorge Cabanilla, quienes desde las funciones de Ministro de Obras Públicas,  Alcalde de Guayaquil y concejal apoyaron al Athletic Club.
Otro de sus socios y atleta con pergaminos fue el Dr. Jaime Hurtado González, atleta brillante del Athletic Club, quien fuera asesinado cobardemente en los pasillos perdidos del Congreso del Ecuador.
El Comité Olímpico del Ecuador, en honor al Barón Pierre de Coubertain, organiza con Athletic Club dos maratones olímpicas que partieron de las sedes de Athletic Club y Aso Guayas en Fertisa–El Guasmo y culminó en las instalaciones y sedes del C.O.E., en la Avenida de las Américas, la segunda partió desde la sede del Athletic Club y culminó en los locales de Diario Expreso, ya que fue en homenaje a los 15 años de fundación de Diario Expreso.
En los años 1.977, 1.978, 1.979, 1.980 y 1.981, tenemos la celebración histórica Athletic Pentacampeón. el equipo estuvo conformado por Galo vargas, Jorge Mayo, Antonio Tostiguez, Jose Baquerizo Seifert, Mario Lara quinteto titular del Athletic Club. El presidente de la República  Abg. Jaime Rodos invitó a los integrantes del equipo a la presidencia de la república, grupo que fue comandado por José Baquerizo y como capitán de cancha Galo Vargas.
El 1 de mayo de 2012 en el ingenio San Carlos, en el Cantón Marcelino Maridueña, celebramos los 90 años de Athletic club, por invitación del expresidente Sr. don Russell Crawford, estrella del baloncesto y expresidente del Athletic Club.
Alfredo Escobar, ha sido su guía por muchos años 40 para ser precisos la historia de este club le debe mucho,  su mayor obra no dejar morir al club más antiguo de Guayaquil, así como luchar por su moderna y elegante sede ubicada en la entrada a Fertisa.

## Uniforme
- Uniforme titular: Camiseta roja con dos franjas horizontales azules, bermuda rojo y azul, medias azules.
- Uniforme alternativo: Camiseta blanca con dos franjas horizontales rojas, bermuda blanca y roja, medias blancas o negras.

## Rivalidad
Su clásico rival es la Liga Deportiva Estudiantil con el cual mantuvo muchas lides plagadas de juego pulcro y leal, por lo cual sus seguidores henchidos de orgullo lo alentaban hasta el delirio.

## Jugadores
Nombrar a todos su héroes jugadores es una tarea un poco difícil ya que cualquier omisión sería un error injusto, sin embargo nombraremos algunos:  Atilio Ansaldo,  Jacobo Bucaram, Gonzalo Aparicio, Álvaro Aparicio,  Samuel Cisneros, Víctor Andrade Zavala, Alfredo Arroyabe, Fortunato Muñoz, Rupertti, Antonio Cuadros, Raúl Guerrero (Nene), Lucho Baidal, Eduardo, Jurgen, Pablo Sandiford, Justo (Cuto) Morán C, Alfonso Quiñónez B, Gregorio Loor, Jorge Giler, Adolfo Giler, Lucho Navarro, Mario Scippa A, Jaime Echeverría, Nicolás Lapentti Carrión, Eduardo Alcívar A, Russel Crawford, Freddy Freire Jorge Mayo, Antonio Tostiges, Jorge Niemes, José Baquerizo S, Engels Tenorio, John Birkett, etc.

## Palmarés

### Torneos de Baloncesto
- Campeón Nacional de Baloncesto  (2): 1986, 1990.
- Asociación de Basketball del Guayas (21): 1947, 1948, 1949, 1951, 1952, 1954, 1958, 1964, 1965, 1967, 1972, 1977, 1978, 1979, 1980, 1981, 1984, 1986, 1988, 1990, 1993.
- Subcampeón Asociación de Basketball del Guayas (3): 1960, 1961, 1962.

### Otros Deportes
- Campeón de Fútbol de la Federación Deportiva del Guayas (1): 1932
- Campeón Nacional de Judo  (3): Consecutivo.
- Campeón Regata Guayaquil-Posorja  (1): primer campeonato.
- Campeón Panamericano de Judo  (1): .
- Campeón de Voleibol de la FDG (1): 1930.
- Campeón Juvenil de Atletismo de la FDG (8): 1963, 1964, 1965, 1966, 1967, 1968, 1969, 1970.

- Datos: Q5710764